# Arctozygaena quinquemaculata
Arctozygaena quinquemaculata is een vlinder uit de familie slakrupsvlinders (Limacodidae). De wetenschappelijke naam van deze soort is voor het eerst geldig gepubliceerd in 1926 door Gaede.
De soort komt voor in tropisch Afrika.